# خواكين شابابريتا
خواكين شابابريتا (بالإسبانية: Joaquín Chapaprieta Torregrosa) (توريبييخا 26 أكتوبر 1871 - مدريد 29 أبريل 1951) هو محامي وسياسي إسباني، كان وزيرا لعدة مرات ورئيسًا لمجلس الوزراء خلال الجمهورية الإسبانية الثانية.

## البداية
ولد في مدينة توريبييخا في أليكانتي يوم 26 أكتوبر 1871. وهو نجل فنسنت شابابريتا فورتبياني، وهو رجل أعمال من أصول إيطالية. وله شركات في استيراد الأخشاب. درس البكالوريا في معهد أوريويلا (أليكانتي)، والقانون في مدريد وبولونيا. ثم عمل بعدها في شركة محاماة رفيعة المستوى، وهي فرانسيسكو لوبيز بويجسيرفير وسانتياغو ألبا بونيفاز. كان تخصصه هو القضايا الإدارية المثيرة للجدل، التي لمع منها اسمه، وذلك بفضل الأحداث التي كان لها تداعيات كبيرة، مثل تلك الناتجة عن حوادث سكك الحديدية. كما تخصص في القانون المالي.

## المشاركة السياسية
بدأ حياته السياسية في الحزب الليبرالي. ضمن تشكيل شابابريتا الذي ينتمي إلى جناح سانتياغو ألبا، ماسمي باليسار الليبرالي. وأصبح عضوا بالبرلمان عدة مرات بين سنوات 1901 و 1918 ممثلا عن الدوائر الانتخابية في ثيثا ولوشة وأورديس ونويا. وكان أيضًا عضوًا في مجلس الشيوخ عن مقاطعة لا كورونيا.
في عام 1903 تم تعيينه مديرًا عامًا للعقارات، 5 شغل بعد ذلك منصب المدير العام للشؤون الإدارية ووكيل وزارة العدل والعدل. وأصبح في ديسمبر 1922 وزيراً للعمل والتجارة والصناعة في حكومة مانويل غارسيا برييتو واستمر حتى سبتمبر 1923.

## الجمهورية الثانية
بعد إعلان الجمهورية الثانية في مايو 1931 انضم إلى اليمين الجمهوري الليبرالي (DLR)، على الرغم من أنه تركها بعد فترة وجيزة من النتائج المنفصلة التي أدت إلى التشكيلة التي ظهرت في انتخابات يونيو 1931. وفي نتخابات 1933 دخل البرلمان عن أليكانتي بعضوية جمهوري مستقل. وكان يمتلك في تلك الفترة صحيفة «Diario de Alicante» وهي قريبة أيديولوجيًا من الحزب الراديكالي.
أصبح شابابريتا في 6 مايو 1935 وزيراً للمالية في حكومة أليخاندرو ليروكس. وبعد أن اضطر إلى مواجهة حالة الاقتصاد المتعثر لأسبانيا، خلال فترة وجوده في حكومة شابابريتا حاول تنظيف الخزانة العامة واقترح خطة التعديل المالي عرفت باسم قانون القيود. أيد هذا القانون جيل روبلز زعيم حزب سيدا، على الرغم من تقليص انتهاكاتها التي لا تطاق، إلا أن الحكومة على استعداد لإنفاق ما لا يقل عن خمسة مليارات بيزيتا في ثلاث سنوات من الأعمال الاستثنائية من الدرجة الأولى، مما زاد من إمكانيات إسبانيا الاقتصادية، وعزز تداول الثروة وقلل من خطر تبددها". في مشروع ميزانية 1936 اقترح من بين أمور أخرى مراجعة للعديد من الإعفاءات الضريبية الحالية وتحسين في تحصيل الضرائب، واقترح فرض ضرائب تدريجية عليها في مختلف المجالات. وللعلم فإن المشروع الذي عدل الضريبة العامة على الدخل وقانون فرض قيود على الإنفاق العام فقط جاء من برنامجه المالي.
في 25 سبتمبر سقطت حكومة ليروكس، فقام شابابريتا بتشكيل حكومة برئاسته وبدعم من حزبي سيدا (CEDA) والزراعي. وخفض مناصب الوزراء الثلاثة عشر إلى تسعة. وبعد أسابيع قليلة، في 29 أكتوبر أُجبر الوزراء الذين ينتمون إلى الحزب الراديكالي على الاستقالة نتيجة لفضيحة الفساد المعروفة باسم سترابرلو. فأعاد شابابريتا تشكيل حكومته بدون أعضاء من حزب ليروكس، ورغم الصعوبات فقد استمر في محاولة تفعيل خطته الإصلاحية: بحلول ذلك الوقت تمكن من خفض عجز الحساب العام من 5٪ إلى 4٪. ولكن مع ذلك تعرض لعزل سياسي وحظرت CEDA إصلاحاته المالية، وانتهي الأمر باستقالة حكومته في 9 ديسمبر.
لم تكن استقالته تعني رحيله عن الحكومة، لأنه أصبح جزءًا من الحكومة التالية - برئاسة مانويل بورتيلا فالاداريس - واحتفظ بحقيبة المالية. حاول شابابريتا تشكيل تحالف من يمين الوسط ليمنح الحكومة صلاحية سياسية وبرلمانية، على الرغم من أن هذه الشراكة انتهت باصطدامها بموقف بورتيلا فالاداريس؛ وفي 30 ديسمبر بعد اجتماع صاخب، ترك تشابابريتا ووزراء آخرون الحكومة.
وبعد ذلك لم يشغل شابابريتا أي منصب سياسي مهم. فقد شارك في انتخابات فبراير 1936 باسم الحزب الجمهوري المستقل في اليكانتي، وحصل على العضوية النيابية، ولكن بعد اندلاع الحرب الأهلية، تقاعد من السياسة. ومات في مدريد سنة 1951.

## معلومة
1. ↑  كان اللقب الإيطالي الأصلي «Schiappapietra» شيابابيترا[4] ومنها اشتق اسم شابابريتا Chapaprieta.
2. ↑  فاز في انتخابات 1901 عن دائرة ثيثا. وفي انتخابات 1914 و1916 عن مقاطعة نويا.[6]